# Amu Darya
Sông Amu Darya (còn gọi là Amudarya, Amudar'ya, tiếng Tajik: Омударё hay дарёи Ому - Omudaryo hay daryoi Omu; tiếng Ba Tư: آمودریا - Âmudaryâ; tiếng Uzbek: Amudaryo, tiếng Turkmen: Amyderýa, với darya (Pahlavi) nghĩa là biển hay sông rất lớn) là một con sông ở Trung Á. Chiều dài đường giao thông thủy khoảng 1.450 km (800 dặm). Tổng chiều dài của nó là 2.400 km (1.500 dặm). 
Trong thời Cổ đại, con sông này có tên gọi là Oxus theo tiếng Hy Lạp.
Lịch sử Phật giáo chép bằng chữ Hán thì phiên âm sông Amu là Ô-hử, có lẽ do tiếng cổ Hy Lạp.

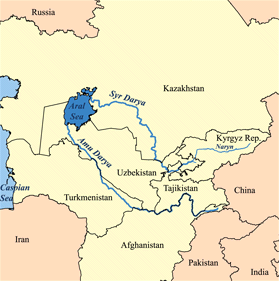
Bản đồ khu vực xung quanh biển Aral. Các ranh giới của biển Aral là vào khoảng năm 1960. Các quốc gia có ít nhất một phần đường phân nước đổ vào biển Aral được tô màu vàng.

Nó bắt nguồn từ dãy núi Pamir trên lãnh thổ Afghanistan như là sông Pamir, nổi rõ lên tại hồ Zorkul, chảy theo hướng đông-tây cho tới Ishtragh, tại đây nó quay trở lại theo hướng bắc và sau đó chảy theo hướng đông bắc-tây nam tới Hindu Kush như là sông Panj, sau đó gần như là theo hướng đông-tây và tạo ra biên giới tự nhiên giữa Afghanistan và Tajikistan, sau đó tạo ra biên giới giữa Afghanistan và Uzbekistan trong khoảng 200 km, vượt qua Termez và cầu hữu nghị Afghanistan-Uzbekistan. Nó chảy theo biên giới của Afghanistan và Turkmenistan trong khoảng 100 km nữa trước khi chảy vào lãnh thổ Turkmenistan tại Kerki. Từ đây nó có tên gọi Amu Darya, nó chảy ngang qua Turkmenistan theo hướng đông nam-tây bắc, vượt qua Turkmenabat và tạo ra biên giới của Turkmenistan và Uzbekistan tại Khalkabad. Sau đó nó phân ra thành nhiều sông nhánh (đã từng có thời gian tạo ra các đồng bằng châu thổ và đổ vào biển Aral), vượt qua Urgench, Dashoguz và các thành phố khác, nhưng ngày nay nó không chảy nổi tới biển Aral nữa và biến mất trong sa mạc.
Việc sử dụng nước từ sông Amu Darya để tưới tiêu đã là yếu tố chính tạo ra sự thu nhỏ lại của biển Aral kể từ những năm cuối thập niên 1950.
Các ghi chép lịch sử đã chứng tỏ rằng trong các thời kỳ khác nhau thì con sông này đã từng chảy vào biển Aral (từ phía nam), biển Caspi (từ phía đông) hoặc cả hai, tương tự như sông Syr Darya (Jaxartes, trong tiếng Hy Lạp cổ đại).